# Anda (Bohol)
Anda ist eine philippinische Stadtgemeinde in der Provinz Bohol. Die Gemeinde hat 16.462 Einwohner (Zensus 1. August 2015).
Anda hat weiße Sandstrände und gute Tauchplätze.
Zudem sind der Schrein der Ortsheiligen Potenciana „Inday“ Saranza und einige der wenigen Felsenmalereien auf den Philippinen, an der Lamanokspitze, erwähnenswert, die zusammen mit den Petroglyphen auf den Philippinen seit 2006 auf der Vorschlagsliste zur Aufnahme zum Welterbe der UNESCO stehen.

## Baranggays

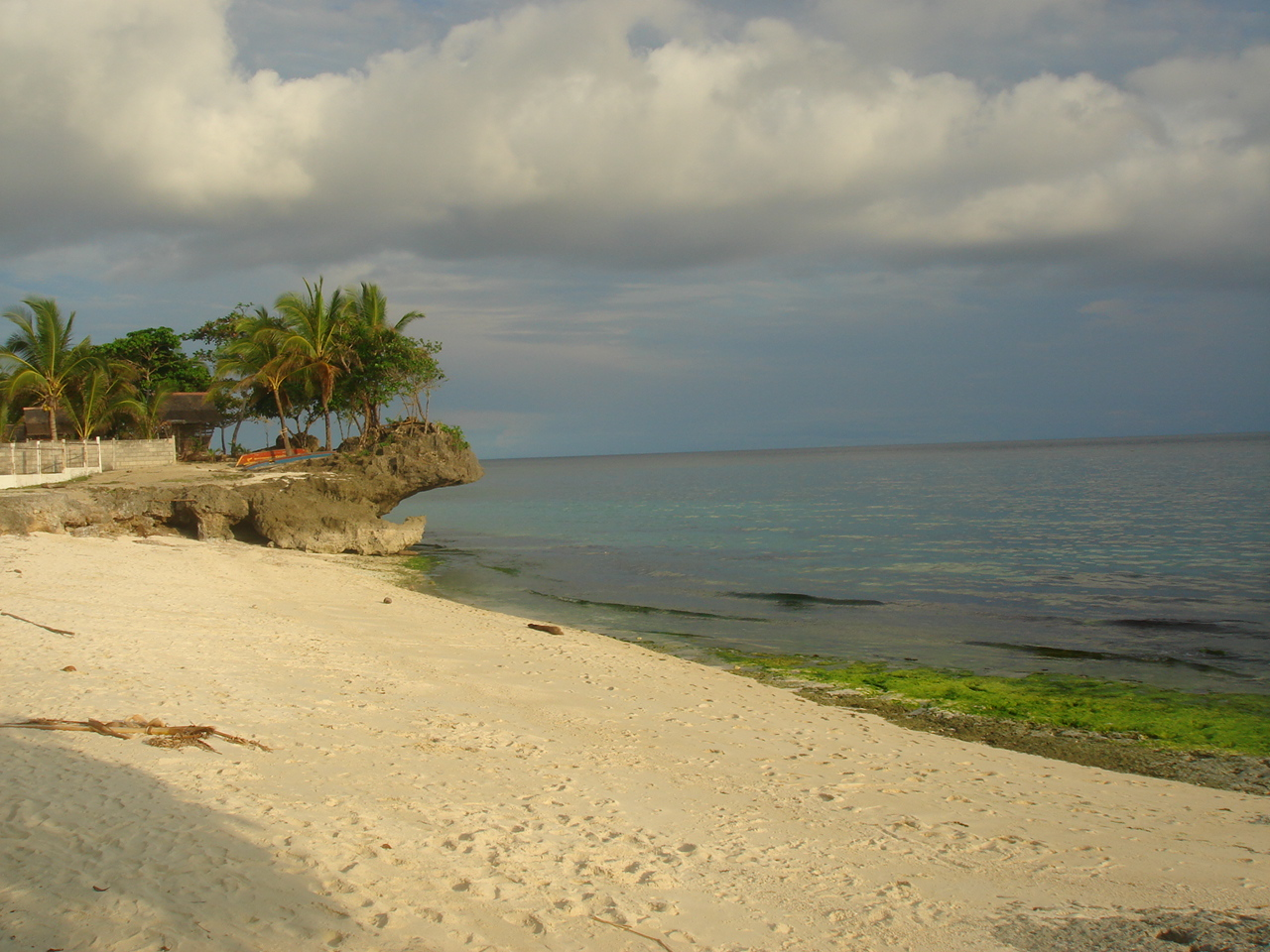
Strand in Anda

Anda ist politisch in 16 Baranggays gegliedert.
| - Almaria - Bacong - Badiang - Buenasuerte - Candabong - Casica - Katipunan - Linawan | - Lundag - Poblacion - Santa Cruz - Suba - Talisay - Tanod - Tawid - Virgen |